# Grüner Mühle

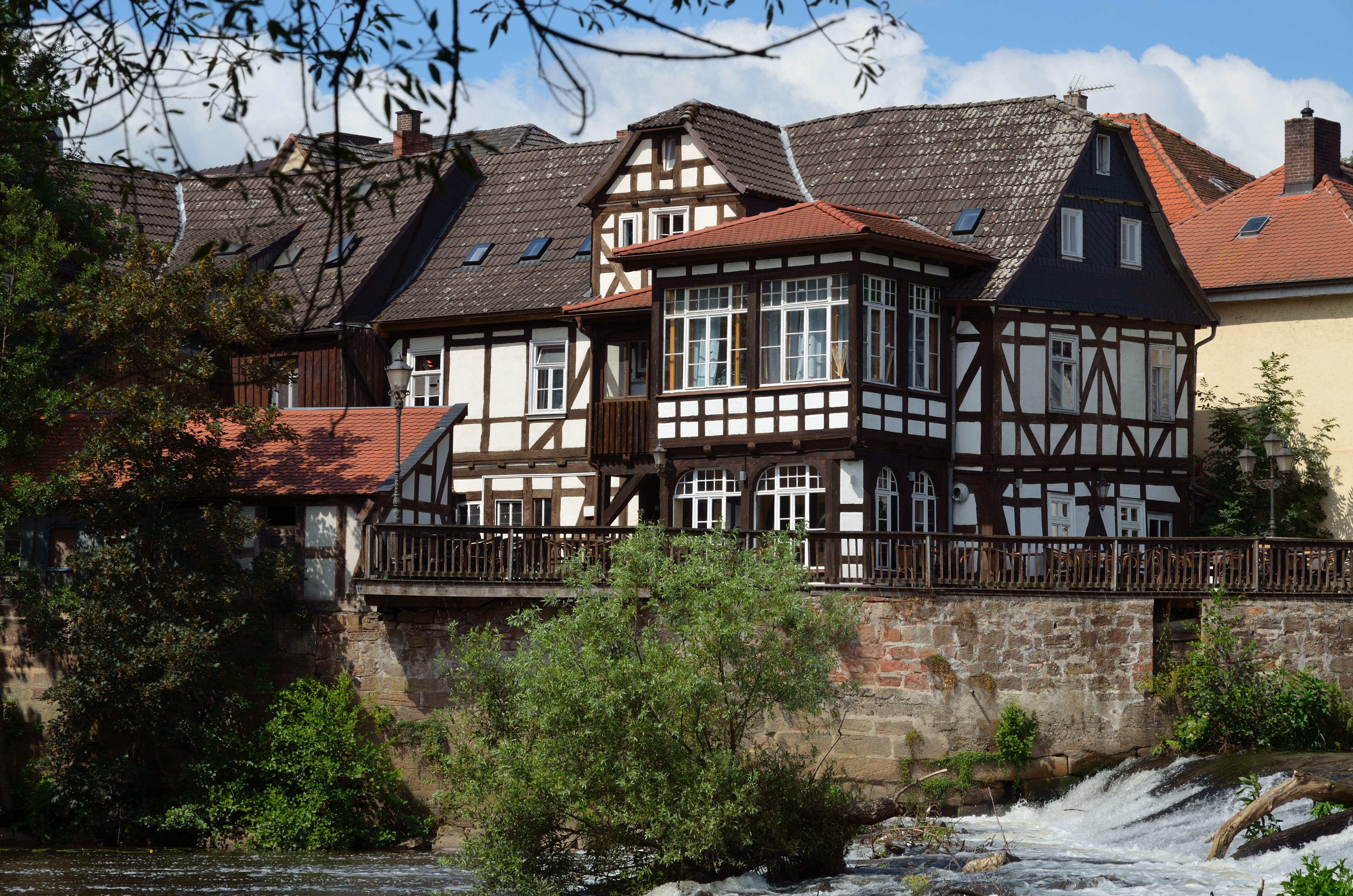
Sicht des Fachwerkgebäudes der Ölmühle vom Wehr aus

Die Grüner Mühle ist eine ehemals als Ölmühle und Papiermühle genutzte Wassermühle am Wehr unterhalb der Weidenhäuser Brücke in Marburg an der Lahn am Rand des heutigen Südviertels. Neben dem „Grüner Tor“ am südlichen Ende der Straße „Am Grün“, der historischen Wasserfront von Marburg mit kleinteiligen Häusern direkt an der Uferkante der Lahn, war dies vor der Stadterweiterung mit dem ab etwa 1880 entstandenen Südviertel der südliche Stadtrand der Stadt.
Die Mühle wurde erstmals 1248 urkundlich erwähnt. Bischof Ludwig von Münster verzichtete 1320 auf seinen Anspruch auf die Mühle. Landgraf Otto I. übergab die Mühle daraufhin dem Deutschen Orden zu Marburg. Dieser tauschte sie aber 1496, gegen Vergünstigungen, wieder mit dem Landgrafen.
Heute ist das unterschlächtige Mühlenrad zwar noch vorhanden, jedoch nicht mehr in Betrieb. In einem der Gebäude sind jetzt eine Gaststätte und mehrere Appartements untergebracht. Ab 1583 oder 84 wurde mit einer Wasserkunst das Wasser der Lahn in eine Wasserleitung zu einem Wasserbehälter am Marburger Landgrafenschloss oberhalb der Oberstadt hochgepumpt. 1456 wurde die neue Ölmühle errichtet, 1570 zur Papierherstellung eine Papiermühle.

## Lahnwehr Grüner Wehr
Das zwischen ehemaliger Mühle auf dem Westufer und dem Trojedamm mit der Hirsemühle auf dem Ostufer im Stadtteil Weidenhausen gebaute 73 m lange Grüner Wehr staut das Wasser neben der Mühle auch für den Mühlkanal auf (1722 „Kupfer-Mühl-Wasser“ genannt), der hier parallel zur Lahn nach Süden abfließt. Das typische Schrägwehr aus Blocksteinen mit Wehrverbreiterung in seiner Baugeschichte und die Erweiterung um eine Steinschüttung in den 1970er Jahren soll um eine Fischtreppe entsprechend der EU-Wasserrahmenrichtlinie ergänzt werden; eine Studie von 2008 bevorzugt einen Bypass mit größerer Einleitungstiefe. Es steht auf Kies mit einer Gründung auf Holzpfählen. Im Jahr 2018 wurden Pläne der Stadt bekannt, in einem Zug das sanierungsbedürftige Wehr um eine aufwändige Modernisierung für den Freizeitverkehr im Fluss und für Besuche des (noch naturnahen) Lahnufers zu erweitern; diese sind jedoch wegen des starken Eingriffes in die Uferbereiche mit Baumfällungen in der Lindenhalballee auf dem Trojedamm in ihrem Umfang umstritten, auch wegen des Stadtbild und Silhouette prägenden Wehrs (Fotomotiv). Baubeginn soll erst nach dem Umbau der Weidenhäuser Brücke sein; die Stadt Marburg ermöglicht bei der Ausgestaltung der Sanierung eine Bürgerbeteiligung zur Naherholung, zu Natur- und Gewässerschutz, Denkmalschutz, Tourismus und weiteren Aspekten. Nach Einschätzung des Denkmalbeirats ist dieses Wasserbauwerk mit Ursprüngen als Anlage aus der Zeitepoche der Renaissance (1553) ein Kulturdenkmal mit geschichtsprägender Bedeutung und würde durch einen Abriss mit anschließender Re-Konstruktion mit Betonkern zerstört.
Mit Schwimmblattgesellschaften im ruhigen Oberwasser oberhalb des Grüner Wehrs und seinen faunistischen sowie floristischen Wertigkeiten ist dieser Abschnitt der Lahn an der Mühle aus landschaftsplanerischer Sicht einer der reizvollsten im Stadtgebiet und als Landschaftsschutzgebiet im Marburger Lahntal ausgewiesen. Aus fischereibiologischer Sicht hält sich ein außerordentlich wertvoller und artenreicher Tierbestand mit Barben, Äschen, Flussmuscheln und anderen strömungsliebenden Arten am Wehrfuss und den flach überströmten Kiesbänken im Unterwasser auf, mit naturnahen Strukturen in diesem Flussabschnitt.

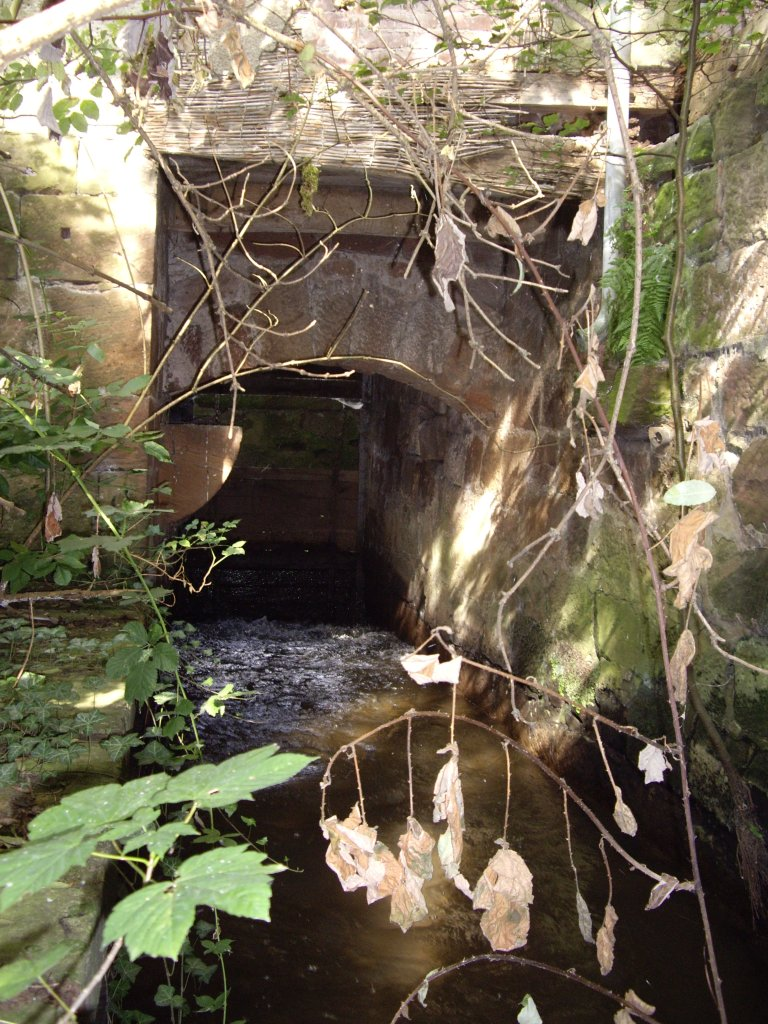
Mühlgraben hin zum Mühlrad
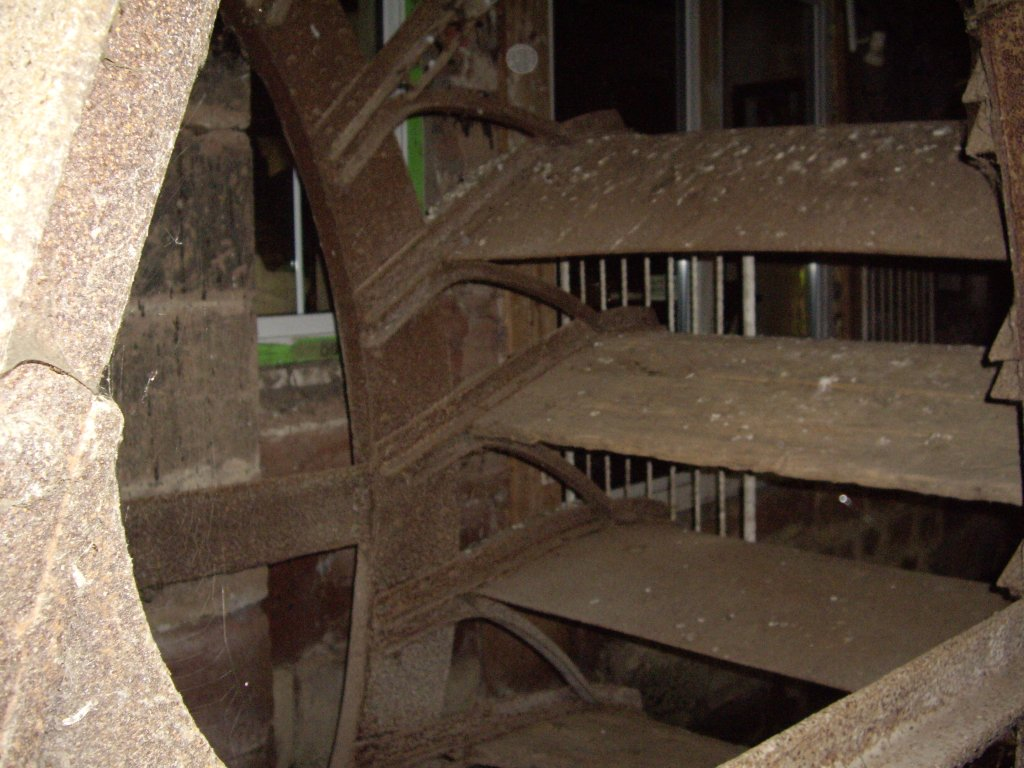
Mühlrad
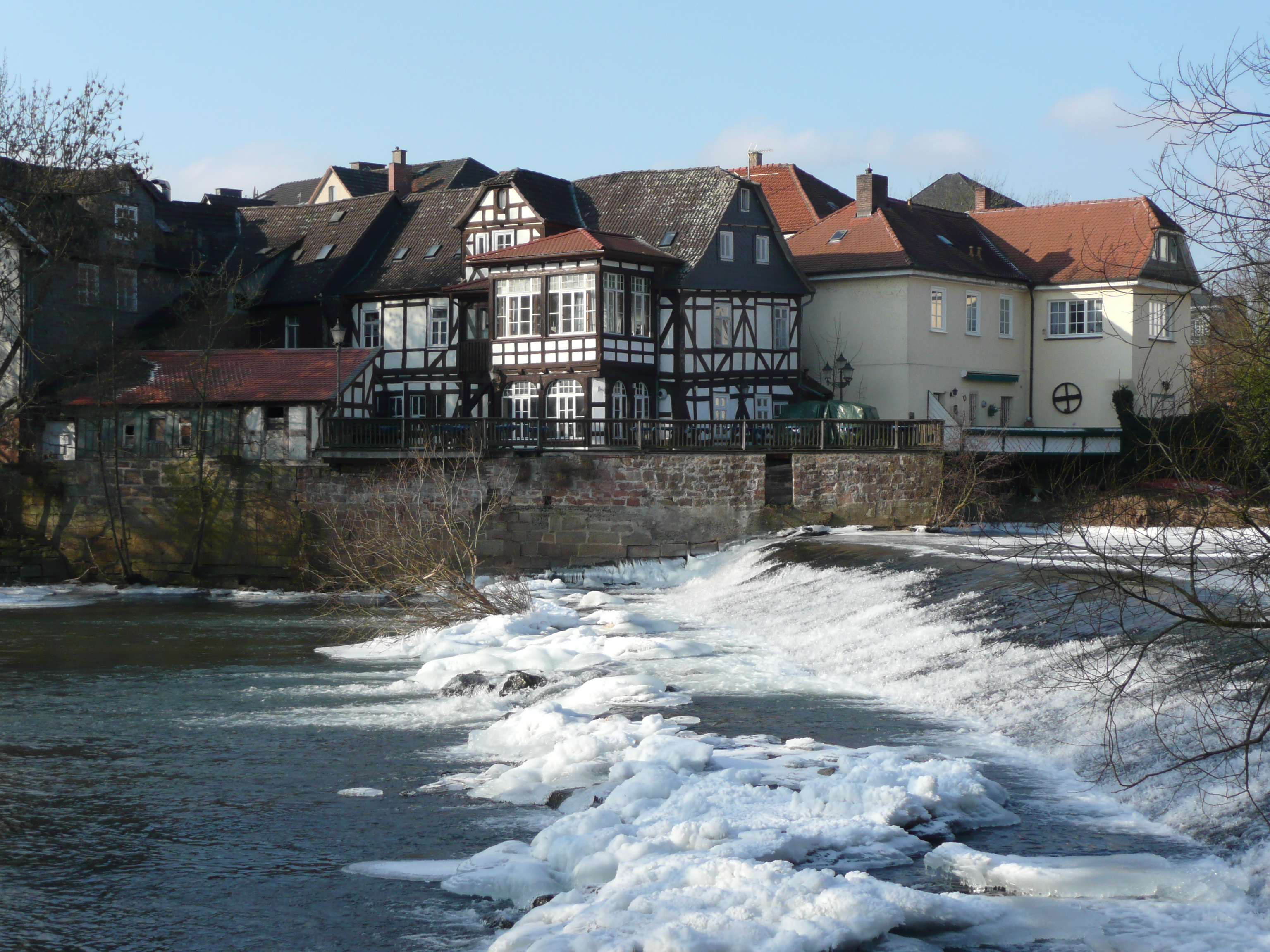
Winteransicht von Osten (Weidenhausen) mit Wehr
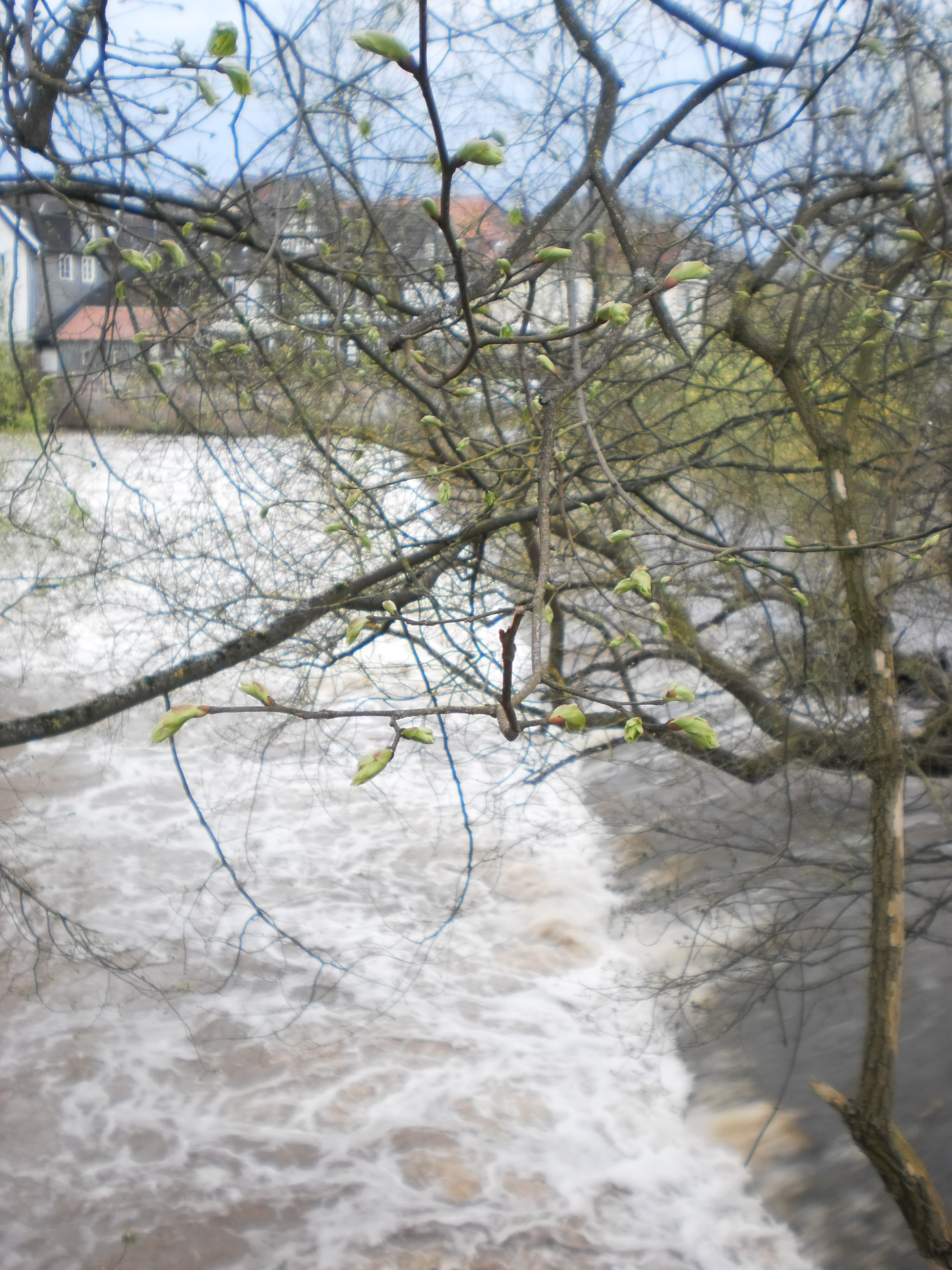
Bei Hochwasser wird das raue Schrägwehr zur Sohlrampe
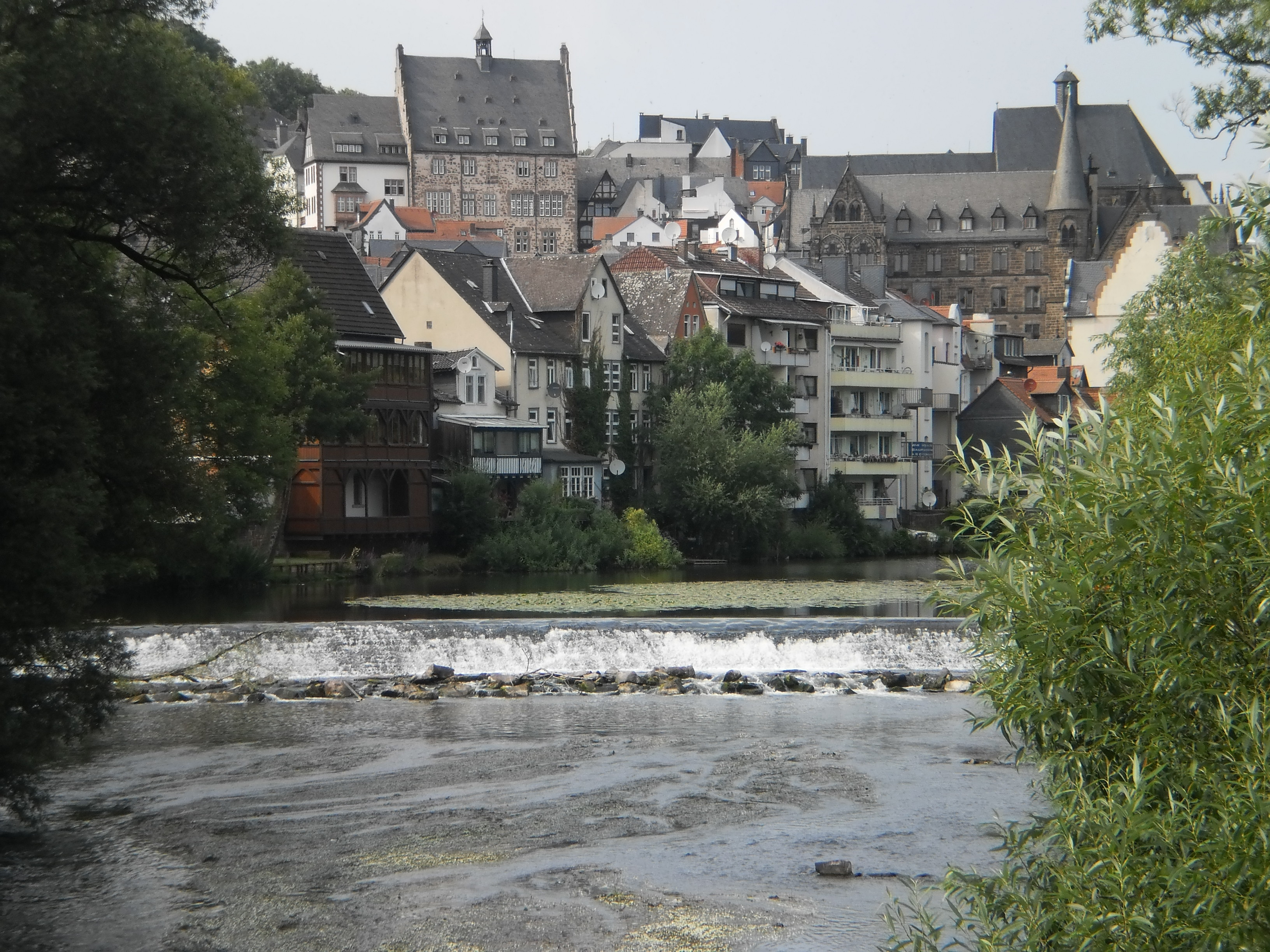
Stadtansicht mit Marburger Rathaus und Wehr vom Hirsefeldsteg aus (Sommer 2016)
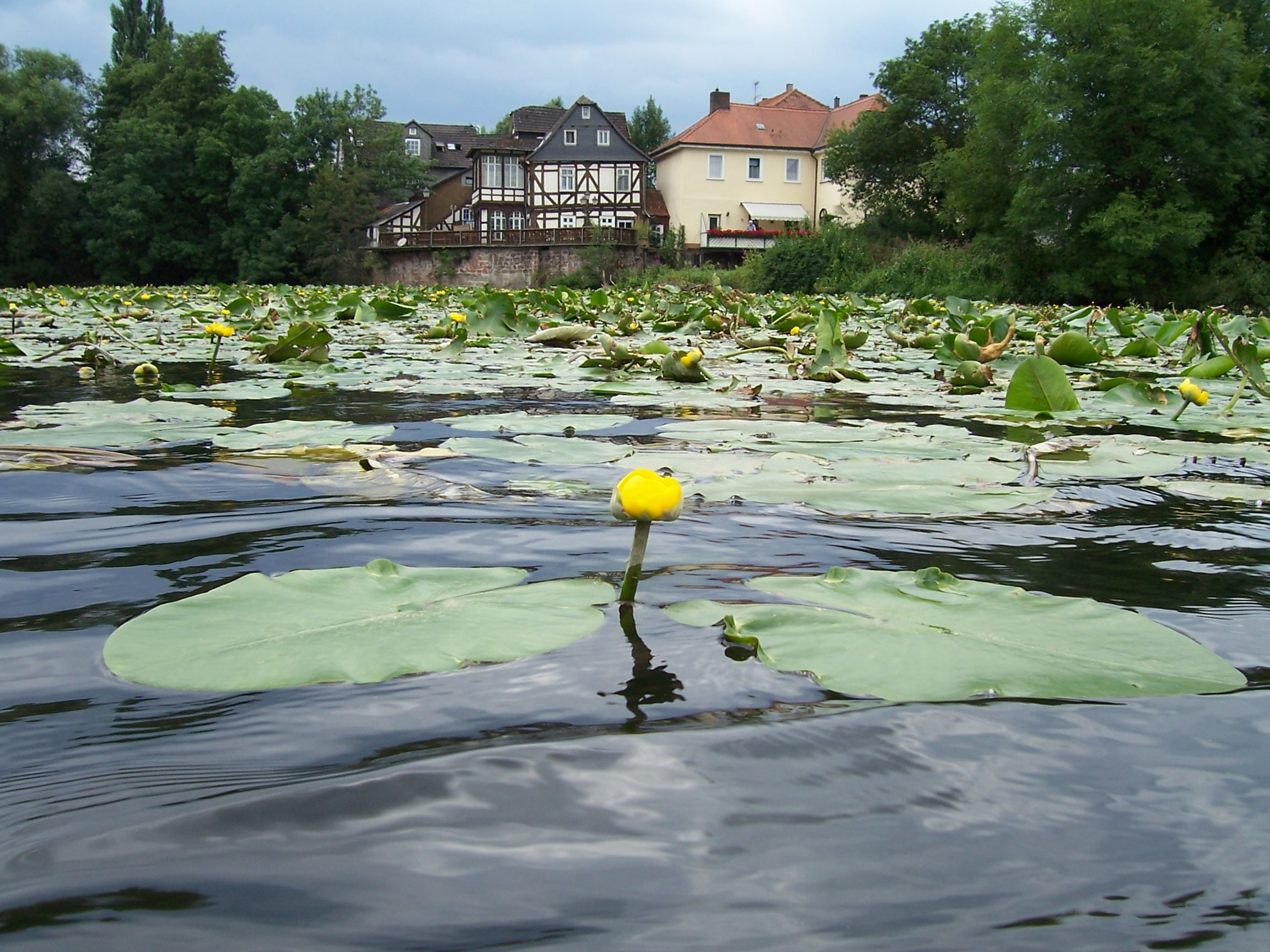
Schwimmende Gelbe Teichrose oberhalb des Mühlgrabenabzweigs